# New Adventure Island
New Adventure Island (高橋名人の新冒険島 Takahashi Meijin no Shin Bōken Jima?, "Stora Takahashis nya äventyrsö") är ett sidscrollande plattformsspel av Hudson Soft, ursprungligen utgivet till PC Engine 1992 och återutgivet till Virtual Console 2006 och till Playstation Network 2011. Spelet är det fjärde i Adventure Island-serien, och släpptes strax efter Super Adventure Island till SNES, men före Adventure Island 3 till NES.

## Handling
Higgins gifter sig med Tina, då plötsligt den elake baron Bronsky dyker upp under bröllopsceremonin, och kidnappar Tina medan Bronskys hantlangare kidnappar de sex barnen. Higgins måste rädda dem. Varje barn finns på en ö, medan Tina tagits till ett slott.

### Fotnoter
1. ↑  ”New Adventure Island” (på engelska). Mobygames. 10 mars 1992. http://www.mobygames.com/game/new-adventure-island. Läst 18 maj 2015.